# Pascal Ritzheim
Pascal Ritzheim (1975) è un ex giocatore di football americano tedesco, che ha giocato come defensive back.
È cugino di Leonard Greene, anche lui giocatore di football americano.

## Palmarès
- 1 Europeo (2001)
- 1 Eurobowl (Braunschweig Lions, 1999)
- 2 German Bowl (Braunschweig Lions, 1999; Cologne Crocodiles, 2000)